# Gazeta Esportiva
O Gazeta Esportiva é um programa de televisão esportivo transmitido pela TV Gazeta, de São Paulo.

## Sinopse
Em junho de 1997, o jornal A Gazeta Esportiva entrou no mundo da internet. Neste primeiro momento, o site reproduzia o conteúdo veiculado no jornal impresso.
O nome do programa vem de um antigo jornal paulistano do mesmo nome, especializado em esportes. Desde 1998, o programa é apresentado na TV Gazeta, e atualmente é apresentado por Michelle Giannella de segunda às sexta-feira às dezoito horas. Também participam do programa, fazendo os comentários, os jornalistas Chico Lang, Alberto Helena Júnior e Osmar Garraffa, além de Paulo Sérgio.
Os repórteres que apresentam suas entrevistas são: Jonas Campos, José Pais, Marcelo Baseggio e Osmar Garraffa.
Devido à pandemia do novo Coronavírus, no mês de março de 2020, a TV Gazeta suspendeu o esporte diário para por o programa Plantão da Saúde - Coronavírus. Os apresentadores e repórteres do programa esportivo fizeram parte desse jornalístico, que foi exibido até o dia 3 de julho, quando a emissora decidiu voltar a apresentar o Gazeta Esportiva.

## Parceria com o portal R7
Em 2011, o site Gazetaesportiva.com fez uma parceira com o portal R7, que durou alguns anos.